# 島根 (足立区)
島根（しまね）は、東京都足立区の町名。現行行政地名は島根一丁目から島根四丁目。住居表示実施済み区域である。

## 地理
足立区を東西に横断する東京都道318号環状七号線（環七通り）の北側、国道4号の西に面している。地理的にほぼ足立区の中央部にあり、区役所所在地の中央本町からもほど近い。北で六月、東で国道4号を挟んで平野、南で東京都道318号環状七号線（環七通り）を挟んで梅島、西で栗原と隣接する。

### 地価
住宅地の地価は、2025年（令和7年）1月1日の公示地価によれば、島根3-16-16の地点で31万3000円/m2となっている。

## 歴史
古道として大道通・御成道・七曲道・旧奥州街道が通っていた。旧島根村（足立区成立以後の島根町）のうち、国道4号線以東は後に東島根町とされたが、住居表示の実施によって平野・中央本町・青井などに編入されて地名としての東島根町は消滅し、足立区立東島根中学校や東島根町歩道橋などにその名が残されているのみとなっている。島根町として残った地域のうち、住居表示の実施によって環七通り以南は梅島一～三丁目とされ、環七通り以北の地域が島根一丁目～四丁目となった。

### 地名の由来
現在の「島根」の町名は江戸時代における村名を源とし、明治から昭和初期に掛けては南足立郡梅島町の大字であったものを引き継いでいる。そもそもの由来として『新編武蔵風土記稿』には、江戸時代にこの島根地区が低地にあたる足立区の中で目立つ微高地に位置し、一般に「嶋畑」と呼ばれる水田の中に島のように盛り上がった陸田があったことから「嶋畑村」と呼ばれ、後に転じて「嶋根村」となったものであるとの記述がなされている。しかし『新編武蔵風土記稿』の編纂者は、室町時代の史料には既に「嶋根村」が登場しており、嶋畑が嶋根となった説は確証が無いとしている。なお島根の表記には時代や文献によって「嶋根」や「嶌根」といった表記を見ることができる。

### 沿革
- 1889年5月1日 - 東京府南足立郡島根村が周辺の村と合併し、梅島村が誕生。梅島村大字島根となる。
- 1932年10月1日 - 南足立郡が東京市足立区となる。島根は島根町とされる。
- 1934年4月1日 - 島根町の国道4号以東の地域が東島根町とされる。
- 1965年1月1日 - 島根町の一部に住居表示が実施され、梅田七丁目に編入される。
- 1966年4月1日 - 島根町の環七通り以南の地域に住居表示が実施され、梅島一～三丁目が設置される。
- 1967年5月1日 - 島根町の大部分と東島根町・小右衛門町・栗原町・東栗原町の一部に住居表示が実施され、島根一～四丁目が設置される。同日、島根町の一部に住居表示が実施され、六月一・二丁目に編入される。
- 1971年8月1日 - 栗原町の一部に住居表示が実施され、島根四丁目に編入される。現在の町域が成立。

### 史跡
- 荒神様 - 島根三丁目の馬場家に残されている。
- 庚申塔

## 世帯数と人口
2025年（令和7年）1月1日現在（足立区発表）の世帯数と人口は以下の通りである。
| 丁目       | 世帯数    | 人口     |
| ---------- | --------- | -------- |
| 島根一丁目 | 1,129世帯 | 1,973人  |
| 島根二丁目 | 2,235世帯 | 4,586人  |
| 島根三丁目 | 1,472世帯 | 2,546人  |
| 島根四丁目 | 1,785世帯 | 3,630人  |
| 計         | 6,621世帯 | 12,735人 |

### 人口の変遷
国勢調査による人口の推移。
| 年                 | 人口   |
| ------------------ | ------ |
| 1995年（平成7年）  | 10,580 |
| 2000年（平成12年） | 10,970 |
| 2005年（平成17年） | 11,246 |
| 2010年（平成22年） | 12,406 |
| 2015年（平成27年） | 12,171 |
| 2020年（令和2年）  | 12,589 |

### 世帯数の変遷
国勢調査による世帯数の推移。
| 年                 | 世帯数 |
| ------------------ | ------ |
| 1995年（平成7年）  | 4,206  |
| 2000年（平成12年） | 4,500  |
| 2005年（平成17年） | 4,666  |
| 2010年（平成22年） | 5,652  |
| 2015年（平成27年） | 5,595  |
| 2020年（令和2年）  | 6,260  |

## 学区
区立小・中学校に通う場合、学区は以下の通りとなる（2023年4月時点）。なお、足立区では学校選択制度を導入しており、区内全域から選択することが可能。ただし、小学校に関しては、2018年（平成30年）度から学区域または学区域に隣接する学校のみの選択になる。
| 丁目       | 番地                      | 小学校                 | 中学校             |
| ---------- | ------------------------- | ---------------------- | ------------------ |
| 島根一丁目 | 全域                      | 足立区立梅島第一小学校 | 足立区立六月中学校 |
| 島根二丁目 | 全域                      | 足立区立中島根小学校   | 足立区立六月中学校 |
| 島根三丁目 | 22〜23番                  | 足立区立島根小学校     | 足立区立六月中学校 |
| 島根三丁目 | 6〜13番 24番以降          | 足立区立島根小学校     | 足立区立第十中学校 |
| 島根三丁目 | 1〜5番 14〜21番           | 足立区立梅島第一小学校 | 足立区立第十中学校 |
| 島根四丁目 | 4番 6〜16番 18番 32番以降 | 足立区立島根小学校     | 足立区立第十中学校 |
| 島根四丁目 | 1〜3番 5番 17番 19〜31番  | 足立区立島根小学校     | 足立区立六月中学校 |

## 事業所
2021年（令和3年）現在の経済センサス調査による事業所数と従業員数は以下の通りである。
| 丁目       | 事業所数  | 従業員数 |
| ---------- | --------- | -------- |
| 島根一丁目 | 52事業所  | 349人    |
| 島根二丁目 | 96事業所  | 861人    |
| 島根三丁目 | 86事業所  | 961人    |
| 島根四丁目 | 69事業所  | 539人    |
| 計         | 303事業所 | 2,710人  |

### 事業者数の変遷
経済センサスによる事業所数の推移。
| 年                 | 事業者数 |
| ------------------ | -------- |
| 2016年（平成28年） | 304      |
| 2021年（令和3年）  | 303      |

### 従業員数の変遷
経済センサスによる従業員数の推移。
| 年                 | 従業員数 |
| ------------------ | -------- |
| 2016年（平成28年） | 2,251    |
| 2021年（令和3年）  | 2,710    |

## 交通

### 道路
- 国道4号（日光街道）
- 東京都道103号吉場安行東京線（旧日光街道）
- 東京都道318号環状七号線（環七通り）

## 施設
- 島根住区センター
- 足立区立中島根小学校
- 足立区立島根小学校
- 足立島根郵便局
- 国土安穏寺
- 普門寺
- 来迎寺
- 鷲神社

## その他

### 日本郵便
- 郵便番号 : 121-0815[3]（集配局 : 足立北郵便局[17]）。